# Préfecture de Hambou
La préfecture de Hambou (chef-lieu : Mitsoudjé) est une subdivision de la Grande Comore. Elle se compose de deux communes : Tsinimoipangua et Djoumoipangua.

## Villes et villages
Tsinimoipangua :
- Mitsoudjé
- Chouani
- Djoumoichonguo
- Banguoi
- Nkomioni
- Salimani

Djoumoipangua :
- Singani
- Mdjoiezi
- Hetsa
- Bambani
- Dzahadjou